# Champsodon capensis
Champsodon capensis és una espècie de peix marí pertanyent a la família dels campsodòntids i a l'ordre dels perciformes.

## Descripció
El cos, allargat, fa 14 cm de llargària màxima i és de color marronós al dors i argentat al ventre. 5 espines i 19-20 radis tous a les dues aletes dorsals i cap espina i 17-18 radis tous a l'anal. Cap espina i 14 radis tous a les aletes pectorals i 1 espina i 5 radis tous a les pelvianes. Absència d'aleta adiposa. 11-12 branquiespines.

## Alimentació i depredadors
El seu nivell tròfic és de 3. A Sud-àfrica és depredat pel lluç de Sud-àfrica (Merluccius capensis) i Pterogymnus laniarius.

## Hàbitat i distribució geogràfica
És un peix marí i batipelàgic (entre 64 i 552 m de fondària), el qual viu a l'Atlàntic (al voltant del Cap de Bona Esperança) i la conca Indo-Pacífica (el Iemen, Kenya, Tanzània, Moçambic, Sud-àfrica -el Cap Oriental-, entre les illes Seychelles i Maurici, el Vietnam, incloent-hi el mar Roig i el mar de la Xina Meridional. És probable que també sigui present a l'Índia, Hong Kong i Tailàndia). L'any 2010 24 exemplars d'aquesta espècie foren capturats al golf d'Iskenderun (Turquia) i, més tard i al mateix país, el 25 de setembre del 2012, 6 més foren pescats al golf d'Antalya, la qual cosa indicaria una migració des del mar Roig via el Canal de Suez.

## Estat de conservació
Apareix a la Llista Vermella de la UICN a causa de la seua captura incidental en la seua àrea de distribució.

## Observacions
És inofensiu per als humans, el seu índex de vulnerabilitat és baix (10 de 100), forma grans bancs i migra a la superfície durant la nit.